# Renato Coturri
Renato Coturri (Genova, 27 febbraio 1883 – 6 maggio 1951) è stato un generale italiano, veterano della guerra italo-turca e della prima guerra mondiale. Nel corso della seconda guerra mondiale fu comandante del 54ª Divisione fanteria "Napoli" e successicamente del XXX Corpo d'armata e del V Corpo d'armata. All'atto dell'armistizio dell'8 settembre 1943 fu catturato dai tedeschi a Treviso e deportato in Polonia dove aderì alla Repubblica Sociale Italiana e venne liberato, con l'incarico di procedere al reclutamento dei militari italiani internati presso i vari campi di concentramento in Germania. Nel dopoguerra fu sottoposto a procedimento di epurazione, allontanato dall'esercito e privato di ogni decorazione militare.

## Biografia
Nacque a Genova il 27 febbraio 1883, figlio di Enrico.
Arruolatosi nel Regio Esercito, nel 1901 entrò come allievo ufficiale nella Regia Accademia Militare di fanteria e Cavalleria di Modena, da cui uscì con il grado di sottotenente, assegnato all'arma di fanteria, il 5 settembre 1904. Partecipò alla guerra italo-turca, come capitano e poi maggiore ricoprendo l'incarico di comandante (luglio 1916-maggio 1917) del II Battaglione del 3º Reggimento fanteria della Brigata Piemonte, e venendo decorato con la Medaglia di bronzo al valor militare e successivamente alla prima guerra mondiale al cui termine aveva raggiunto il grado di tenente colonnello, ed era stato decorato di una Medaglia d'argento al valor militare.
Dopo un servizio come ufficiale presso lo Stato maggiore, fu promosso colonnello il 2 gennaio 1928, assumendo il comando del 74º Reggimento fanteria "Lombardia" a Pola, nel biennio 1934-1935.
Il 1º giugno 1936 fu promosso generale di brigata, divenendo vicecomandante della 4ª Divisione fanteria "Monviso", con quartier generale a Cuneo. 
Nel periodo 1938-1939 fu in servizio presso il comando del Corpo d'armata di Milano e poi passò al comando della 33ª Divisione fanteria "Acqui".
Nel 1939, divenuto generale di divisione dal 1º aprile, fu trasferito al comando della 54ª Divisione fanteria "Napoli", con sede a Ragusa. All'atto dell'entrata in guerra del Regno d'Italia, avvenuta il 10 giugno 1940, si trovava al comando della predetta Grande Unità.
Dal 1º gennaio 1942, promosso generale di corpo d'armata, assunse prima il comando del XXX Corpo d'armata a Padova e poi, dal 18 febbraio seguente, del V Corpo d'armata a Sussak, in Croazia, sostituendo il generale Riccardo Balocco. Qui si distinse nel confermare l'applicazione delle leggi razziali del 1938, già applicate dal suo predecessore, espellendo, e facendo riportare in Croazia gli ebrei che cercavano rifugio in territorio controllato dagli italiani. Per contrastare l'attività partigiana nella provincia di Lubiana, il 31 luglio 1942 partecipò ad un vertice con i più alti comandi militari italiani, tenutosi a Padova alla presenza del Duce, del Capo di Stato Maggiore Generale Maresciallo d'Italia Ugo Cavallero, del Capo di stato maggiore dell'esercito generale Vittorio Ambrosio, del comandante della 2ª Armata generale Mario Roatta, e del comandante dell'XI Corpo d'armata generale Mario Robotti.
Dal 9 gennaio 1943 fu messo a disposizione del Ministero della guerra per incarichi speciali, e dal seguente 27 febbraio fu congedato per raggiunti limiti d'età, ma, nella stessa data, richiamato in servizio e posto al comando della Difesa territoriale di Treviso.
Dopo la proclamazione dell'armistizio dell'8 settembre 1943 fu arrestato dai tedeschi e condotto nel campo di concentramento 64/Z Schokken in Polonia, ma qui aderì alla Repubblica Sociale Italiana ed assunse l'incarico di procedere al reclutamento dei militari italiani internati presso i vari campi di concentramento in Germania. Questa sua attività però ebbe scarsi risultati un po' ovunque per l'ormai diffusa sfiducia nella guerra maturata in tutti. Nel dopoguerra fu sottoposto a procedimento di epurazione, e cancellato dai ruoli con la perdita del grado e delle decorazioni a norma dell'art. 1 decreto luogotenenziale 26 novembre 1944, n. 294 dal 10 ottobre 1945. Inoltre il suo nome apparve in un elenco di criminali di guerra stilato dalla autorità jugoslave, ma il relativo procedimento non venne mai avviato. Si spense il 6 maggio 1951.

### Fonti
1. 1 2 3 4 5 6 7 8 9 10 11 12  Generals.
2. ↑  Avagliano, Palmieri 2013, p. 280.
3. ↑  Becherelli 2012, p. 244.
4. ↑  Arnell 2018, p. 107.
5. ↑  Decreto 26 dicembre 1947, registrato alla Corte dei Conti il 28 gennaio 1948, registro Esercito 2, foglio 406, apparso sulla Gazzetta Ufficiale della Repubblica Italiana n.48 del 9 aprile 1948, pag.1182.
6. ↑  Stramaccioni 2018, p. 129.
7. ↑  Supplemento Ordinario alla Gazzetta Ufficiale del Regno d'Italia n.219 del 4 18 settembre 1940, pag.11.
8. ↑  Supplemento Ordinario alla Gazzetta Ufficiale del Regno d'Italia n.28 del 4 febbraio 1943, pag.8.